# Strawberry Weed
Strawberry Weed är den svenska gruppen Caesars femte studioalbum (dubbelalbum), utgivet den 8 mars 2008. Det producerades av Ebbot Lundberg från The Soundtrack of Our Lives.
Albumet nådde 16:e plats på den svenska albumlistan.

## Låtlista

### Skiva ett
1. "Fools Parade" - 3:48
2. "Waking Up" - 3:40
3. "She's Getting High" - 3:24
4. "Boo Boo Goo Goo" - 3:51
5. "Tough Luck" - 2:51
6. "Turn It Off" - 2:21
7. "You're Next" - 3:00
8. "In My Mind" - 3:08
9. "Crystal" - 2:46
10. "Every Road Leads Home" - 1:22
11. "Strawberry Weed" - 4:06
12. "Solina" - 2:59

### Skiva två
1. "New Breed" - 3:26
2. "Stuck with You" - 2:56
3. "Down Down Down" - 2:37
4. "No Tomorrow" - 3:53
5. "In Orbit" - 3:13
6. "Easy Star" - 2:59
7. "Up All Night" - 2:45
8. "Happy Happy" - 0:56
9. "Run No More" - 3:26
10. "Watching the Moon" - 3:14
11. "New Years Day" - 3:28
12. "You Nailed Me" - 4:00